# Christuskirche (Sulzbach-Rosenberg)

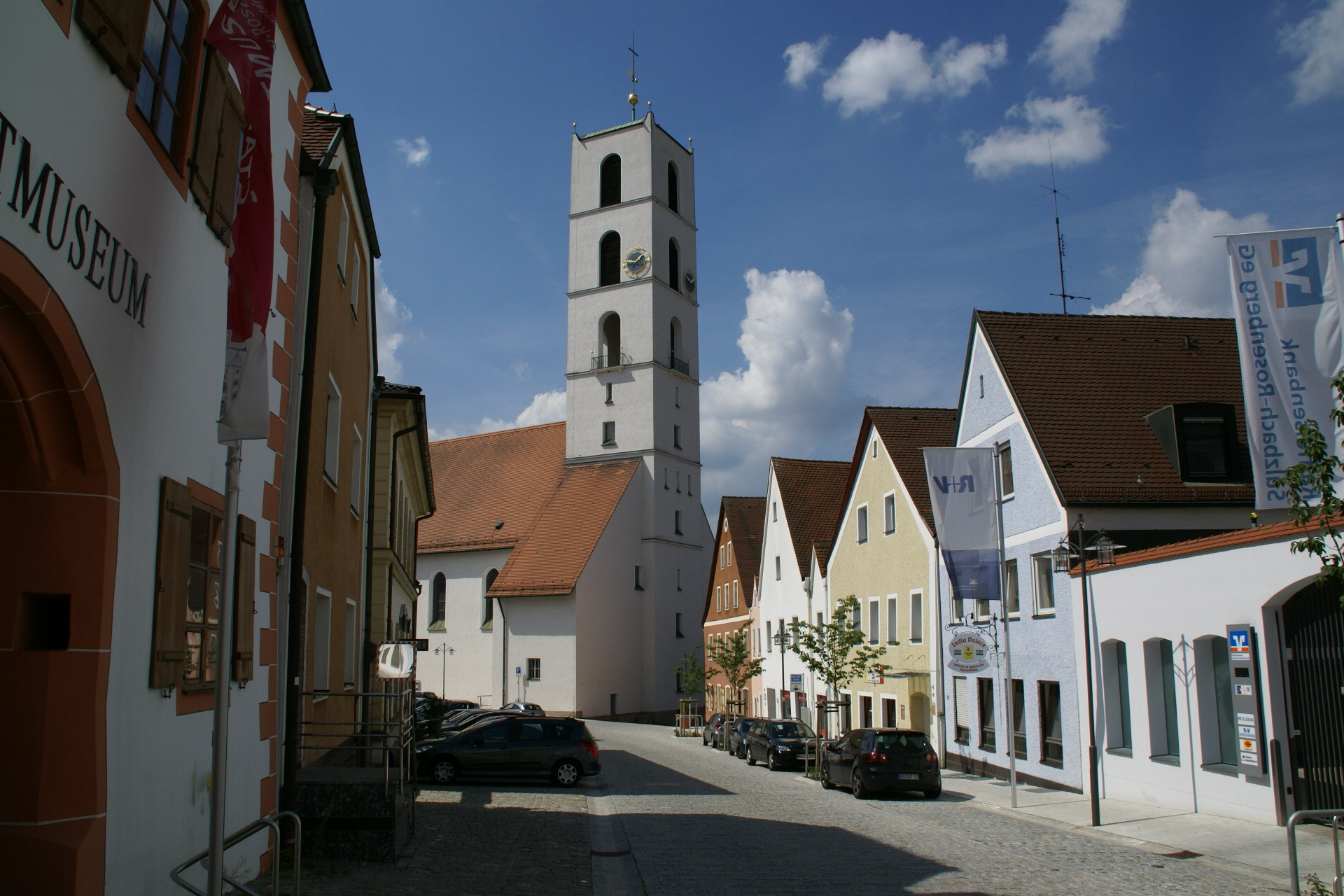
Blick von der Neustadt aus

Die evangelische  Christuskirche in Sulzbach-Rosenberg befindet sich im Stadtteil Sulzbach. Die beiden Türme der Christuskirche und der katholischen Marienkirche prägen neben dem Schloss das Stadtbild von Sulzbach. Sie wurde durch den Architekten Gustav Gsaenger erbaut und gilt als typisch für die Sakralarchitektur der sogenannten Nachkriegsmoderne.

## Geschichte

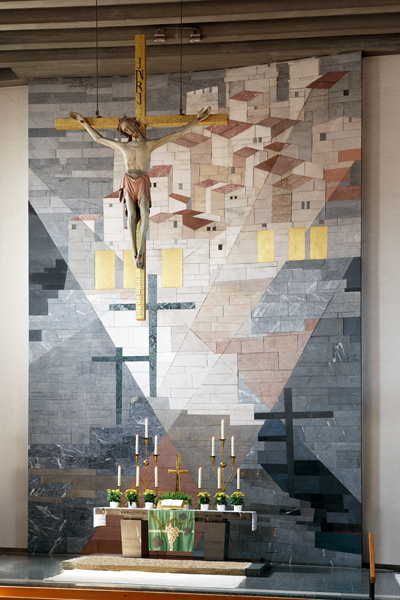
Altar mit Altarmosaik

Die Christuskirche wurde in den Jahren 1955 bis 1958 nach Auflösung der seit 1652 bestehenden gemeinsamen Nutzung der Marienkirche (Simultaneum) errichtet.
Von 1964 bis 1997 wirkte der Organist und Musikwissenschaftler Jürgen-Peter Schindler als Kantor und Kirchenmusikdirektor an der Christuskirche.

## Beschreibung
Als Saalbau umfasst die Kirche rund 800 Sitzplätze, einschließlich einer Empore auf durchgehenden Stützen auf der rechten Seite. Im Untergeschoss befindet sich ein großer Gemeindesaal. Äußerlich zitiert die Kirche mit mittelalterlichen Anklängen die Umgebung der Neustadt.
Gegenüber den durchgehenden Bänken in der Kirche, die mit der Emporenanlage die Horizontale betonen, vermitteln die schlanken emporentragenden Stahlbetonsäulen eine stark vertikale Tendenz.
Die Altarwand wird von einem vom Fußboden bis zur Decke durchgehenden Marmormosaik beherrscht, das von Angela Gsaenger, der Tochter des Architekten, entworfen wurde. Es stellt das himmlische Jerusalem nach der Offenbarung des Johannes dar.

## Orgeln

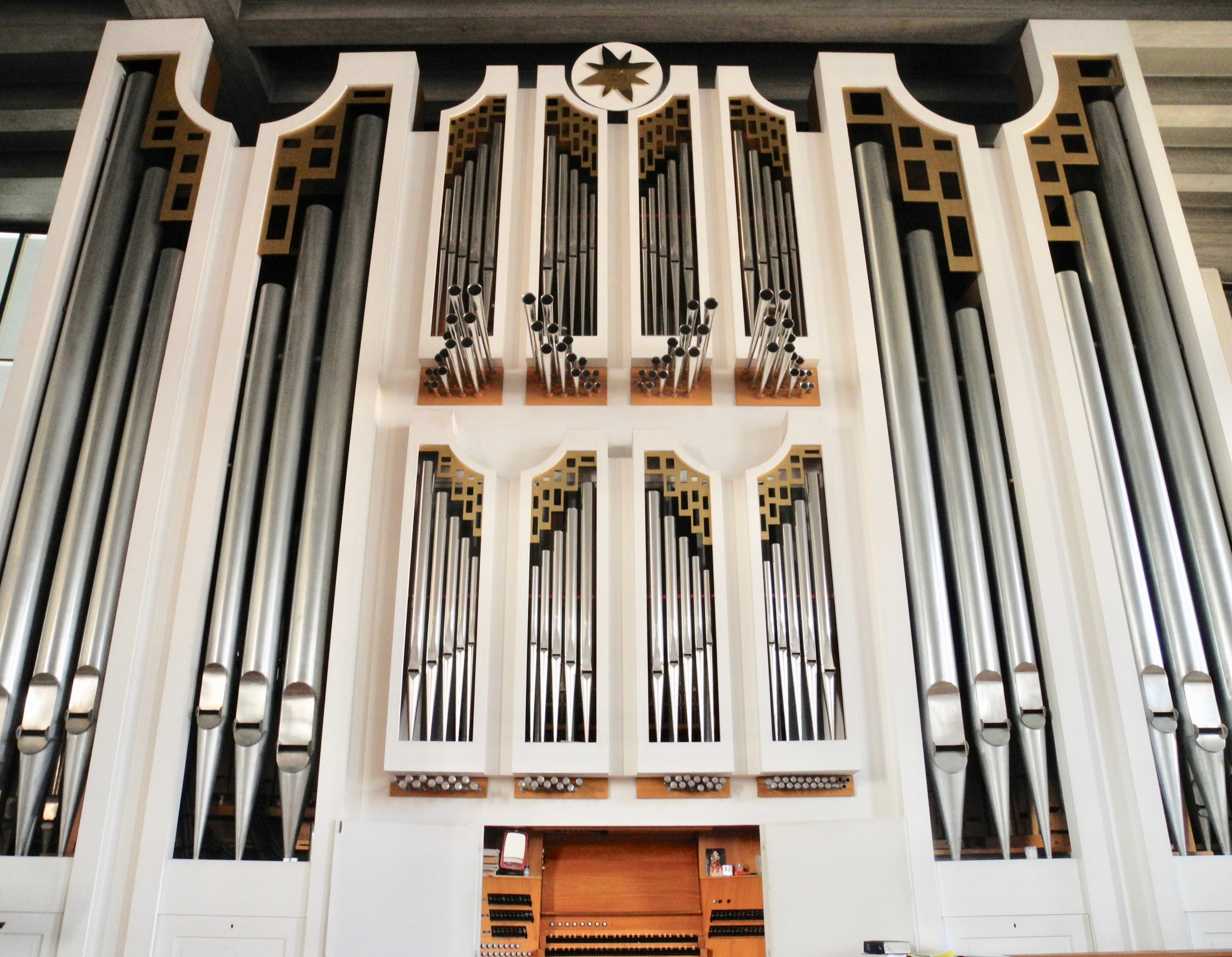
Hauptorgel (Weigle 1960)

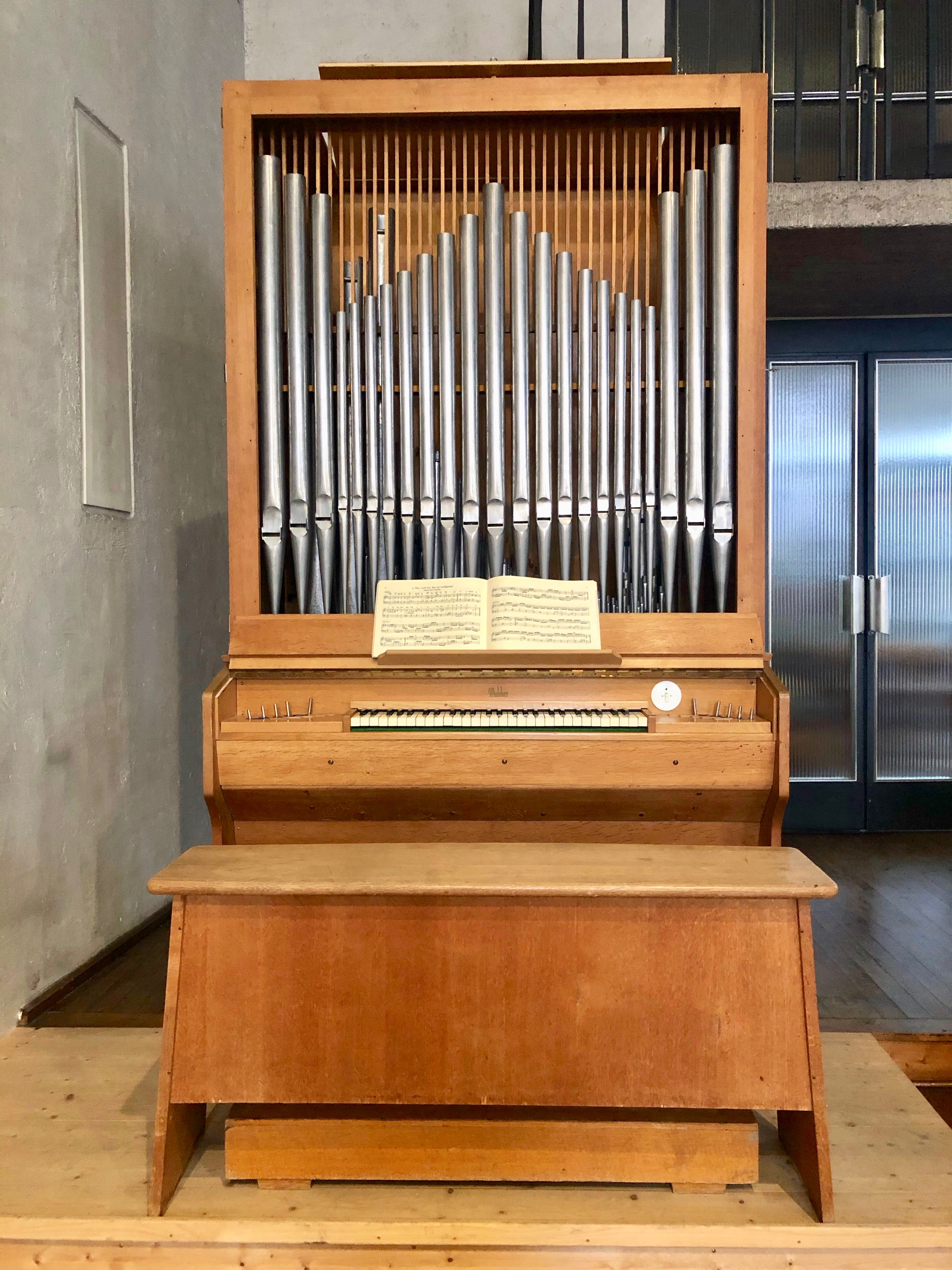
Chororgel (Walcker 1959)

Die Orgel der Christuskirche wurde in den Jahren 1958–1960 von der Orgelbaufirma Friedrich Weigle (Stuttgart-Echterdingen) mit 33 Registern auf drei Manualen und Pedal erbaut. 1989 wurde das Instrument durch die Orgelbaufirma Schmid (Kaufbeuren) in einem neuen Gehäuse aufgestellt und um 10 Register erweitert. 2003 wurde das Instrument neu intoniert und um ein weiteres Register sowie einen Zimbelstern erweitert. Heute hat die Orgel 46 Register auf drei Manualen und Pedal. Die Spieltrakturen sind mechanisch, die Registertrakturen elektrisch. 2022 wurde von der Firma Hoffmann und Schindler die Elektrik der Orgel erneuert, nun entspricht diese wieder den aktuellen Sicherheits- und Brandschutzvorschriften.
| I Brustschwellwerk C–g3 |             |       |
| 1.                      | Bourdon     | 16′   |
| 2.                      | Rohrflöte   | 8′    |
| 3.                      | Gamba       | 8′    |
| 4.                      | Prinzipal   | 4′    |
| 5.                      | Nachthorn   | 4′    |
| 6.                      | Nasat       | 2 ⁄3′ |
| 7.                      | Blockflöte  | 2′    |
| 8.                      | Terz        | 1 ⁄3′ |
| 9.                      | Mixtur IV–V | 2′    |
| 10.                     | Trompete    | 8′    |
| 11.                     | Oboe        | 8′    |
| 12.                     | Span. Regal | 8′    |
|                         | Tremulant   |       |

| II Hauptwerk C–g3 |                |       |
| 13.               | Pommer         | 16′   |
| 14.               | Prinzipal      | 8′    |
| 15.               | Hohlflöte      | 8′    |
| 16.               | Oktave         | 4′    |
| 17.               | Kleingedeckt   | 4′    |
| 18.               | Cornett II–III | 2 ⁄3′ |
| 19.               | Oktave         | 2′    |
| 20.               | Mixtur VI      | 1 ⁄3′ |
| 21.               | Trompete       | 16′   |
| 22.               | Trompete       | 8′    |

| III Oberwerk C–g3 |                 |       |
| 23.               | Singend Gedackt | 8′    |
| 24.               | Prästant        | 4′    |
| 25.               | Hohlflöte       | 4′    |
| 26.               | Sesquialter II  | 2 ⁄3′ |
| 27.               | Oktave          | 2′    |
| 28.               | Quinte          | 1 ⁄3′ |
| 29.               | Sifflöte        | 1′    |
| 30.               | Cymbel III      | 1⁄2′  |
| 31.               | Span. Trompete  | 8′    |
|                   | Tremulant       |       |

| Pedal C–f1 |               |         |
| 32.        | Contraviolon  | 32′     |
| 33.        | Prinzipal     | 16′     |
| 34.        | Violon        | 16′     |
| 35.        | Subbaß        | 16′     |
| 36.        | Quinte        | 10 2⁄3′ |
| 37.        | Oktave        | 8′      |
| 38.        | Spillflöte    | 8′      |
| 39.        | Terz          | 6 2⁄5′  |
| 40.        | Oktave        | 4′      |
| 41.        | Rohrpfeife    | 2′      |
| 42.        | Rauschbaß V   | 5 1⁄3′  |
| 43.        | Choralbaß III | 4′      |
| 44.        | Posaune       | 16′     |
| 45.        | Trompete      | 8′      |
| 46.        | Klarine       | 4′      |

- Koppeln: I/II, III/II, I/P, II/P, III/P
- Nebenregister: Zimbelstern, Windharfe
- Spielhilfen: 128-fache Setzeranlage

Auf der Seitenempore steht eine Kleinorgel der Firma Walcker aus Ludwigsburg. Sie wurde 1959 erbaut und im Februar 2021 aus dem Martin-Luther-Haus in Nürnberg durch die Orgelbaufirma Kilbert aus Hönighausen nach Sulzbach-Rosenberg umgesetzt sowie neu intoniert. Das Instrument verfügt über fünf Manual- und ein Pedalregister.
| I Manual C–f3 |            |    |
| 1.            | Gedeckt    | 8′ |
| 2.            | Prinzipal  | 4′ |
| 3.            | Rohrflöte  | 4′ |
| 4.            | Oktave     | 2′ |
| 5.            | Mixtur III | 1′ |

| Pedal C–d1 |        |     |
| 6.         | Subbaß | 16′ |

- Koppel: I/P